# Boutigny (Sena i Marne)
Boutigny és un municipi francès, situat al departament del Sena i Marne i a la regió d'Illa de França. L'any 2007 tenia 842 habitants.
Forma part del cantó de Serris, del districte de Meaux i de la Comunitat de comunes Pays Créçois.

## Demografia

### Població
El 2007 la població de fet de Boutigny era de 842 persones. Hi havia 302 famílies, de les quals 48 eren unipersonals (8 homes vivint sols i 40 dones vivint soles), 95 parelles sense fills, 143 parelles amb fills i 16 famílies monoparentals amb fills.
La població ha evolucionat segons el següent gràfic:
Habitants censats

### Habitatges
El 2007 hi havia 322 habitatges, 297 eren l'habitatge principal de la família, 12 eren segones residències i 13 estaven desocupats. 313 eren cases i 4 eren apartaments. Dels 297 habitatges principals, 269 estaven ocupats pels seus propietaris, 24 estaven llogats i ocupats pels llogaters i 4 estaven cedits a títol gratuït; 10 tenien dues cambres, 24 en tenien tres, 55 en tenien quatre i 209 en tenien cinc o més. 250 habitatges disposaven pel capbaix d'una plaça de pàrquing. A 96 habitatges hi havia un automòbil i a 185 n'hi havia dos o més.

### Piràmide de població
La piràmide de població per edats i sexe el 2009 era:
| Homes | Edats   | Dones |
| ----- | ------- | ----- |
| 0     | 95 o +  | 0     |
| 0     | 90 a 94 | 0     |
| 0     | 85 a 89 | 4     |
| 0     | 80 a 84 | 4     |
| 8     | 75 a 79 | 0     |
| 20    | 70 a 74 | 8     |
| 8     | 65 a 69 | 12    |
| 28    | 60 a 64 | 8     |
| 28    | 55 a 59 | 36    |
| 24    | 50 a 54 | 24    |
| 40    | 45 a 49 | 36    |
| 24    | 40 a 44 | 40    |
| 60    | 35 a 39 | 36    |
| 16    | 30 a 34 | 36    |
| 8     | 25 a 29 | 8     |
| 24    | 20 a 24 | 28    |
| 28    | 15 a 19 | 28    |
| 44    | 10 a 14 | 32    |
| 28    | 5 a 9   | 36    |
| 40    | 0 a 4   | 12    |

## Economia
El 2007 la població en edat de treballar era de 584 persones, 432 eren actives i 152 eren inactives. De les 432 persones actives 407 estaven ocupades (207 homes i 200 dones) i 25 estaven aturades (11 homes i 14 dones). De les 152 persones inactives 52 estaven jubilades, 68 estaven estudiant i 32 estaven classificades com a «altres inactius».

### Ingressos
El 2009 a Boutigny hi havia 295 unitats fiscals que integraven 845 persones, la mediana anual d'ingressos fiscals per persona era de 25.405 €.

### Activitats econòmiques
Dels 27 establiments que hi havia el 2007, 1 era d'una empresa de fabricació d'elements pel transport, 6 d'empreses de construcció, 5 d'empreses de comerç i reparació d'automòbils, 1 d'una empresa de transport, 4 d'empreses financeres, 2 d'empreses immobiliàries, 6 d'empreses de serveis i 2 d'empreses classificades com a «altres activitats de serveis».
Dels 9 establiments de servei als particulars que hi havia el 2009, 1 era un taller de reparació d'automòbils i de material agrícola, 1 establiment de lloguer de cotxes, 2 guixaires pintors, 2 fusteries, 1 lampisteria, 1 electricista i 1 agència immobiliària.
L'any 2000 a Boutigny hi havia 7 explotacions agrícoles que ocupaven un total de 594 hectàrees.

## Equipaments sanitaris i escolars
El 2009 hi havia una escola elemental integrada dins d'un grup escolar amb les comunes properes formant una escola dispersa.

## Poblacions més properes
El següent diagrama mostra les poblacions més properes.